# La doble vida de Estela Carrillo
 (срп. Двоструки живот Естеле Кариљо) мексичка је теленовела, продукцијске куће Телевиса, снимана и приказана током 2017.

## Синопсис
Естела Кариљо је лепа жена која даје часове музике деци и младим људима, трудећи се да их тако држи подаље од криминала у озлоглашеном калифорнијском кварту. Иако је врло драга свим ученицима, Естела не проводи много времена са њима — помало је резервисана и слободне тренутке проводи са трогодишњом кћеркицом Паломом и најбољом пријатељицом Чајо, коју девојчица сматра својом баком. Естелин живот протиче мирно, све док игром судбине не буде умешана у злочин. Тада њено име постаје један од најпретраживанијих појмова на интернету, а посебно је заступљено на друштвеним мрежама. Тако Рајан Кабрера, атрактивни предузетник оптужен за убиство, сазнаје за њено постојање. Захтева од својих адвоката да ступе у контакт са њом и убеде је да на суду сведочи у његову корист, да не би завршио у затвору. Естела по сваку цену покушава да избегне појављивање пред поротом, јер тако ризикује да сви сазнају истину о њој — она је заправо илегално дошла у САД, преузимајући туђи идентитет. Но, особа која јој је продала лажне исправе зна само да је права Естела Кариљо нестала без трага три године раније, али не зна ни ко је она, ни чиме се бавила.
Свесна да би, ако побегне из Калифорније, могла бити депортована у родни Мексико, лажна Естела бира мање од два зла — пристаје да сведочи у Рајанову корист, иако не зна је ли он заиста невин. Пред судом изјављује да су њих двоје били заједно када је жртва убијена.
Но, сага тек ту почиње — Рајан инсистира да настави да глуми Естелиног љубавника, страхујући да би у супротном власти могле открити да је лагао. Тако се Естелин живот ломи између страха јер проводи време са потенцијалним убицом и привлачности коју почиње да осећа према њему. Ствари се додатно компликују када се појави права Естела Кариљо, која жели свој идентитет назад.

### Главне улоге
| Глумац:        | Улога:                        |
| -------------- | ----------------------------- |
| Аријадне Дијаз | Естела Кариљо / Лаура Овиједо |
| Давид Зепеда   | Рајан Кабрера                 |

### Споредне улоге
| Глумац:                 | Улога:                        |
| ----------------------- | ----------------------------- |
| Африка Завала           | Моргана Сантос                |
| Ерика Буенфил           | Мерси Торибио                 |
| Данило Карера           | Данило Кабрера                |
| Алехандро Томаси        | Џон Блејк                     |
| Сара Коралес            | Естела Кариљо / Хуана Сауседо |
| Зајде Силвија Гутијерез | Росарио Чајо Хинохоса         |
| Марко Мендез            | Асдрубал Гереро               |
| Ванеса Бауче            | Летисија Хименез              |
| Лурдес Рејес            | Луиса Алмедија                |
| Адријан Ди Монте        | Хое Фернандез                 |
| Мајк Бијађо             | Фаусто                        |
| Франклин Виргез         | Талисман                      |
| Клаудија Риос           | Антонија Флорес               |
| Луис Урибе              | Нестор Агилера / Лусио Галван |
| Андрес Зуно             | Томас Том                     |
| Алекс Пареа             | Тадео Кинтаниља               |
| Адријана Ахумада        | Марија Кинтаниља Хименез      |
| Карлос Спеитзер         | Тринанд Уерта                 |
| Тања Лисардо            | Ернестина Тиноко              |
| Армандо Тореа           | Стив Вајт                     |
| Лара Кампос             | Палома Кариљо                 |
| Луис Хавијер            | Сото                          |
| Ектор Круз              | Осијел Рејес                  |
| Иван Караса             | Ренато де ла Торе             |
| Ермис Круз              | Вилмер Гутијерез              |
| Орасмо Кинтаниља        | Ерасмо Кинтаниља              |
| Маркос Монтеро          | Орасио Синта                  |
| Сесаеро Санчез          | Чајо                          |
| Ингрид Ласпер           | Евелин                        |
| Франсиско Калвиљо       | Марселино Салгадо             |
| Наиле Лопез             | Рита                          |
| Јани Прадо              | Хенесис                       |
| Ерик Крум               | Келсо                         |
| Дијего Орнељас Дијаз    | Браулио                       |
| Сесар Евора             | Валтер Кабрера                |
| Алфредо Адаме           | Педро Кариљо                  |
| Хуан Карлос Барето      | Силверио Пинеда               |
| Ливија Брито            | Јоланда Кадена Лесмес         |
| Макарена Ачага          | Оливија Ниевес                |
| Вероника Монтес         | Лисбет Алварез                |
| Карлос Ати              | Порфирио                      |
| Педро Мар               | Освалдо                       |
| Пија Санз               | Линдси де Ернандаз            |
| Рикардо Баранда         | Милтон Камерон                |
| Маурисио де Монтељано   | Аусенсио                      |
| Рафаел Кубас            | Агустин                       |
| Исабела Роч             | Фелисија                      |
| Мишел Гонзалез          | Тори Колинс                   |
| Роџер Суднеј            | Џонас Логан                   |
| Естебан Франко          | Исидро Теразас                |
| Рехина Павон            | Кимберли Ким                  |
| Алехандро де Хојос Пера | Марк                          |
| Варнер Берчт            | Брус                          |
| Карлос Гатика           | Рубен                         |
| Ерик Пратс              | др. Фрагосо                   |
| Алан Аларкон            | Џими Бенсон                   |
| Делија Касанова         | Ерминија                      |
| Рамиро Фумазони         | Ендру Норман                  |